# Saison 2010-2011 de l'Olympique Club Cesson Handball
La saison 2010-2011 de l'OC Cesson Handball débute le 11 septembre 2010.
Après des débuts difficiles (2 nuls et 4 défaites en 6 matchs), les Cessonnais se sont bien repris lors de la fin d'année 2010 en enchaînant les victoires convaincantes contre Toulouse, Dijon ou Tremblay. Toutefois le début de l'année 2010 ressemble à un chemin de croix pour les irréductibles cessonais. Outre le départ définitif, au retour d'un mondial brillant, de Damian Migueles qui n'avait pas été tranchant lors de la première partie de saison et la grave blessure de Benoit Chanteraud (ligaments croisés), les Cessonnais n'ont pas su confirmer leurs bonnes dispositions et ont glissé doucement vers le bas du classement.
En fin de saison, malgré des victoires face à leurs concurrents directs (Toulouse, Dijon ou Paris), les résultats de la dernière journée (Défaite à St-Cyr, victoire de Paris et de Nimes) ont condamné l'OC Cesson Handball à la descente en Deuxième division.
Malgré une saison laborieuse, celle-ci a pu permettre de confirmer les belles dispositions du capitaine Romain Ternel, de Romain Briffe ou de Sylvain Hochet. Rémy Gervelas s'est également affirmé comme un très bon gardien de D1 (4e de la LNH au pourcentage d'arrêts). Cette saison a également confirmé l'excellent pôle espoir de Cesson qui après avoir sorti des joueurs comme Briffe ou Laz, a vu l'éclosion du jeune Léo Le Boulaire.
Le 28 juin, le club est maintenu en D1 à la suite du dépôt de bilan du club de St Cyr Touraine.
Le club breton a été considéré comme celui présentant le plus de garanties matérielles, juridiques, économiques et sportives au regard des contraintes de la D1 Masculine.
Dans la foulée, le directeur général Stéphane Clemenceau annonce une augmentation du budget du club grâce au soutien de RENNES Métropole.

## Transferts en 2010/2011
| Nom               | Nationalité | Provenance/Destination         | Division      |
| Été 2010-2011     |             |                                |               |
| Arrivées          |             |                                |               |
| Benoît Doré       | France      | US Ivry handball               | France        |
| Benoît Chanteraud | France      | Aurillac Handball              | France        |
| Wael Horri        | Tunisie     | Espérance sportive de Tunis    | Tunisie       |
| Majed Ben Amor    | Tunisie     | Étoile du Sahel                | Tunisie       |
| Départs           |             |                                |               |
| Julian Emonet     | France      | Dunkerque                      | Division 1    |
| Pierre Le Meur    | France      | Billère Handball               | Division 2    |
| Alexis Bertrand   | Canada      | Mainvilliers-Chartres Handball | National 1    |
| Arnaud Freppel    | France      | Sélestat handball              | Division 2    |
| Rico Litzinger    | Allemagne   | VfL Potsdam (de)               | 2. Bundesliga |
| Bram Dewit        | Belgique    | HBC Semur-en-Auxois            | Division 2    |
| Cédric Jeauneau   | France      | Mulhouse HB                    | Division 2    |

## Staff technique
| Nom              | Poste                | Nationalité sportive |
| David Christmann | Entraîneur           | France               |
| Mehdi Boubakar   | Entraîneur Adjoint   | France               |
| Tanguy Crestel   | Préparateur physique | France               |
| Stéphane Pérez   | Kinésithérapeuthe    | France               |
| Thierry Le Bars  | Médecin              | France               |

## Effectif 2010-2011
| N° | Nom                | Poste                       | Naissance        | Taille | Poids  | Nationalité sportive | Sélections     |
| 16 | Nicolas Lemonne    | Gardien                     | 2 novembre 1976  | 1,93 m | 83 kg  | France               | -              |
| 24 | Rémy Gervelas      | Gardien                     | 2 mai 1985       | 1,81 m | 85 kg  | France               | -              |
| 5  | Damian Miguelles   | Arrière droit               | 24 novembre 1983 | 1,92 m | 91 kg  | Argentine            | Argentine A    |
| 9  | Benoît Chanteraud  | Ailier droit                | 16 février 1986  | 1,84 m | 88 kg  | France               | -              |
| 10 | Jacques Edjenguele | Arrière                     | 5 décembre 1978  | 1,85 m | 92 kg  | Cameroun             | Cameroun A     |
| 11 | Sylvain Hochet     | Ailier Gauche               | 24 novembre 1987 | 1,83 m | 82 kg  | France               | -              |
| 13 | Romain Briffe      | Ailier gauche / Demi-centre | 22 janvier 1989  | 1,89 m | 82 kg  | France               | France juniors |
| 17 | Romain Ternel      | Demi-centre                 | 6 août 1986      | 1,91 m | 94 kg  | France               | -              |
| 19 | El Hadi Biloum     | Arrière droit               | 25 mai 1985      | 1,90 m | 93 kg  | Algérie              | Algérie A      |
| 20 | Klai Souheil       | Ailier gauche               | 5 septembre 1979 | 1,80 m | 80 kg  | Tunisie              | Tunisie A      |
| 21 | Rémy Deniault      | Pivot                       | 21 avril 1983    | 1,91 m | 93 kg  | France               | -              |
| 35 | Benoît Doré        | Ailier gauche               | 6 février 1984   | 1,86 m | 82 kg  | France               | -              |
| 56 | Cedric Jeauneau    | Pivot                       | 13 février 1986  | 1,82 m | 90 kg  | France               | -              |
| 81 | Majed Ben Amor     | Pivot                       | 17 avril 1979    | 1,98 m | 115 kg | Tunisie              | Tunisie A      |
| 89 | Jean-Baptiste Laz  | Ailier droit                | 13 juin 1989     | 1,82 m | 80 kg  | France               | -              |
| 22 | Wael Horri         | Arrière gauche              | 20 mars 1982     | 1,94 m | 88 kg  | Tunisie              | Tunisie A      |
|    | Léo Le Boulaire    | Ailier droit                | 28 juillet 1992  | 1,80 m | 86 kg  | France               |                |

### Championnat de France
| Journée | Date              | Rencontre                     | Score   |
| 1       | 11 septembre 2010 | Montpellier HB - Cesson       | 38 - 27 |
| 2       | 18 septembre 2010 | Cesson - Saint-Cyr HB         | 24 - 27 |
| 3       | 2 octobre 2010    | Istres OPH - Cesson           | 27 - 26 |
| 4       | 9 octobre 2010    | Cesson - USAM Nîmes           | 21 - 21 |
| 5       | 16 octobre 2010   | HBC Nantes - Cesson           | 31 - 27 |
| 6       | 3 novembre 2010   | Cesson - Saint-Raphaël Var HB | 26 - 26 |
| 7       | 6 novembre 2010   | Cesson - Toulouse Union       | 34 - 23 |
| 8       | 20 novembre 2010  | Dijon Bourgogne HB - Cesson   | 25 - 31 |
| 9       | 27 novembre 2010  | Cesson - Chambéry SH          | 23 - 26 |
| 10      | 7 décembre 2010   | Paris Handball - Cesson       | 24 - 24 |
| 11      | 11 décembre 2010  | US Ivry - Cesson              | 26 - 25 |
| 12      | 5 février 2011    | Cesson - Tremblay en France   | 27 - 20 |
| 13      | 12 février 2011   | Dunkerque HB - Cesson         | 33 - 24 |
| 14      | 19 février 2011   | Cesson - Istres OPH           | 19 - 25 |
| 15      | 5 mars 2011       | USAM Nîmes - Cesson           | 26 - 23 |
| 16      | 19 mars 2011      | Cesson - US Ivry              | 19 - 21 |
| 17      | 26 mars 2011      | Tremblay en France - Cesson   | 30 - 23 |
| 18      | 2 avril 2011      | Cesson - HBC Nantes           | 22 - 25 |
| 19      | 9 avril 2011      | Cesson - Dijon Bourgogne HB   | 31 - 23 |
| 20      | 16 avril 2011     | Chambéry SH - Cesson          | 25 - 16 |
| 21      | 23 avril 2011     | Cesson - Paris Handball       | 34 - 29 |
| 22      | 30 avril 2011     | Toulouse Union - Cesson       | 24 - 25 |
| 23      | 7 mai 2011        | Cesson - Dunkerque HB         | 28 - 32 |
| 24      | 14 mai 2011       | Saint-Raphaël Var HB - Cesson | 27 - 27 |
| 25      | 28 mai 2011       | Cesson - Montpellier HB       | 25 - 30 |
| 26      | 4 juin 2011       | Saint-Cyr HB - Cesson         | 31 - 27 |

### Coupe de la Ligue
| Tour                       | Date              | Rencontre               | Score   |
| 1/8e de finale (aller)     | 22 septembre 2010 | Cesson - Paris Handball | 25 - 23 |
| 1/8e de finale (retour)    | 26 septembre 2010 | Paris Handball - Cesson | 28 - 25 |
| Cesson est éliminé 50 à 51 |                   |                         |         |

### Coupe de France
| Tour                       | Date            | Rencontre                         | Score            |
| 1/8e de finale             | 23 février 2011 | Chambéry Savoie Handball - Cesson | 22 - 22 5 - 4tab |
| Cesson est éliminé 50 à 51 |                 |                                   |                  |